# آن غولدثويت
آن غولدثويت (بالإنجليزية: Anne Goldthwaite) (و. 1869 – 1944 م) هي رسامة، ومصممة مطبوعات من الولايات المتحدة الأمريكية . ولدت في مونتغومري، ألاباما .

## روابط خارجية
- آن غولدثويت على موقع أوليمبيديا (الإنجليزية)